# Geologiska forskningscentralen

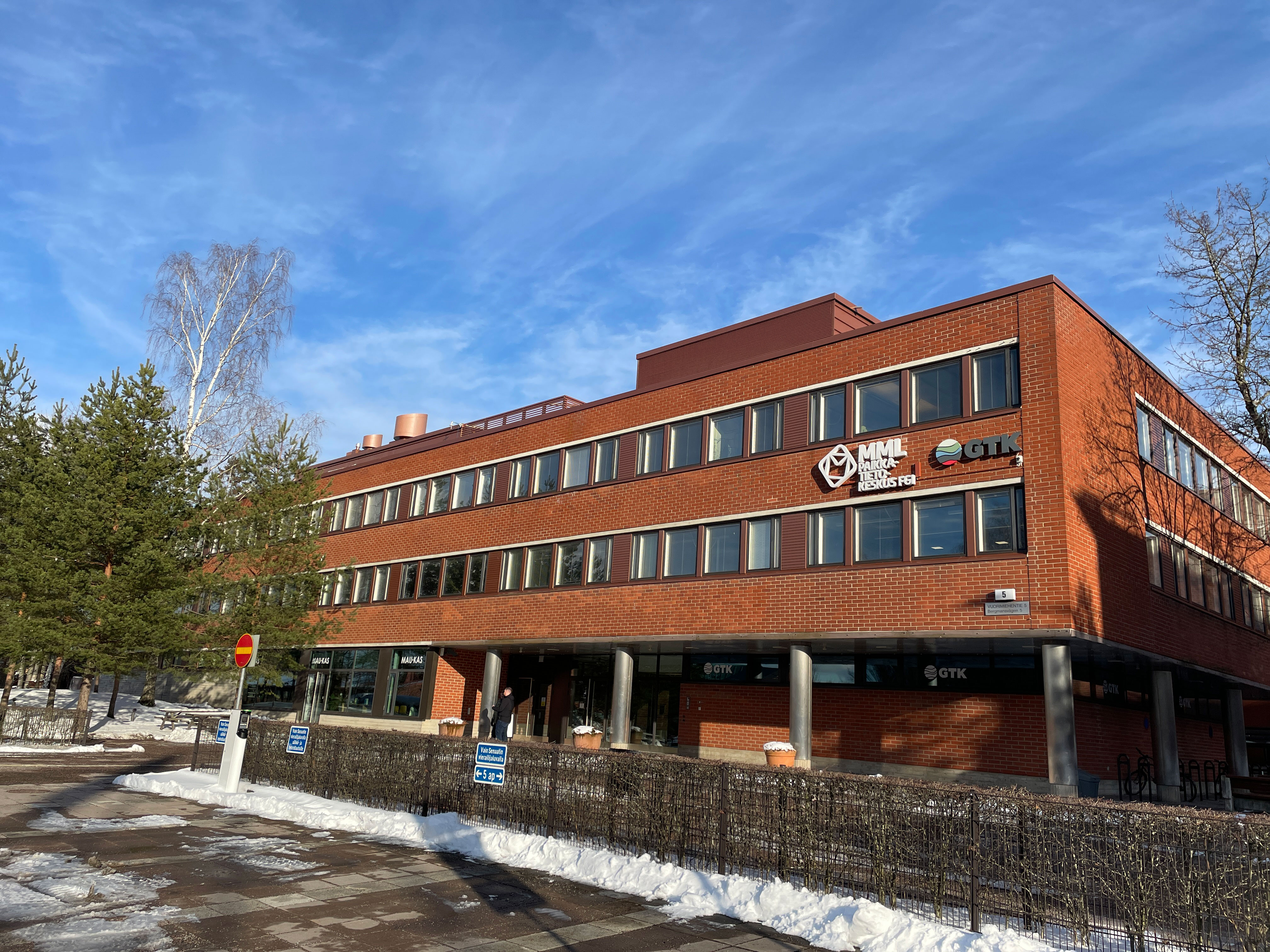
Forskningscentralens kontor i Otnäs, Esbo.

Geologiska forskningscentralen (finska: Geologian tutkimuskeskus) är en finländsk institution som är underställd Arbets- och näringsministeriet. Geologiska forskningscentralen (GTK) producerar opartisk forskningsdata och tjänster för näringslivets och samhällets behov för att påskynda övergången till en hållbar, koldioxidneutral värld. GTK:s över 400 experter har kompetens inom mineralekonomi, cirkulär ekonomi, energi-, vatten- och miljöfrågor samt digitala lösningar.
Geologiska forskningscentralen bildades 1885. Jakob Johannes Sederholm var dess andre chef mellan 1893 och 1934. Den hette geologiska kommissionen fram till 1946 och geologiska forskningsanstalten från 1947 till 1983. Sedan 1956 är den belägen i Otnäs i Esbo utanför Helsingfors.
Centralen förestås av en generaldirektör och har sex kontor som verkar i Esbo, Karleby, Kuopio, Outokumpu, Loppi och Rovaniemi. Under centralen lyder även bland annat Stenmuseet, invigt 1956, vars samlingar omfattar mineraler, bergarter, jordarter, malmer och fossil; där finns bland annat en av världens största samlingar av klotgraniter.
Forskningscentralen hade över 400 anställda 2022.